# Le Cocu magnifique (pièce de théâtre)
Pour les articles homonymes, voir Le Cocu magnifique.
Le Cocu magnifique est une farce écrite par Fernand Crommelynck en 1920 (publiée en 1921). Elle met aux prises Bruno (le cocu) qui se fait à lui-même les questions et les réponses, et Estrugo, son confident muet, qui lui répond par force gestes, déchaînant l'hilarité du public ; de ce point de vue, le ressort de la pièce relève en partie du comique de gestes.
Alain lui a consacré un propos (31 janvier 1922) compilé dans le recueil Préliminaires à l'esthétique : le philosophe observe que Crommelynck a manqué le coup juste dans cette œuvre, non par le caractère invraisemblable des personnages ou un trait trop grossi, mais parce qu'il a mêlé deux sentiments incompatibles : l'érotisme et le ridicule.